# Neporotowe
Neporotowe (ukrainisch Непоротове; russisch Непоротово Neporotowo, rumänisch Neporotova, polnisch Nieporotów) ist ein Dorf im Nordosten der ukrainischen Oblast Tscherniwzi mit etwa 110 Einwohnern (2001).

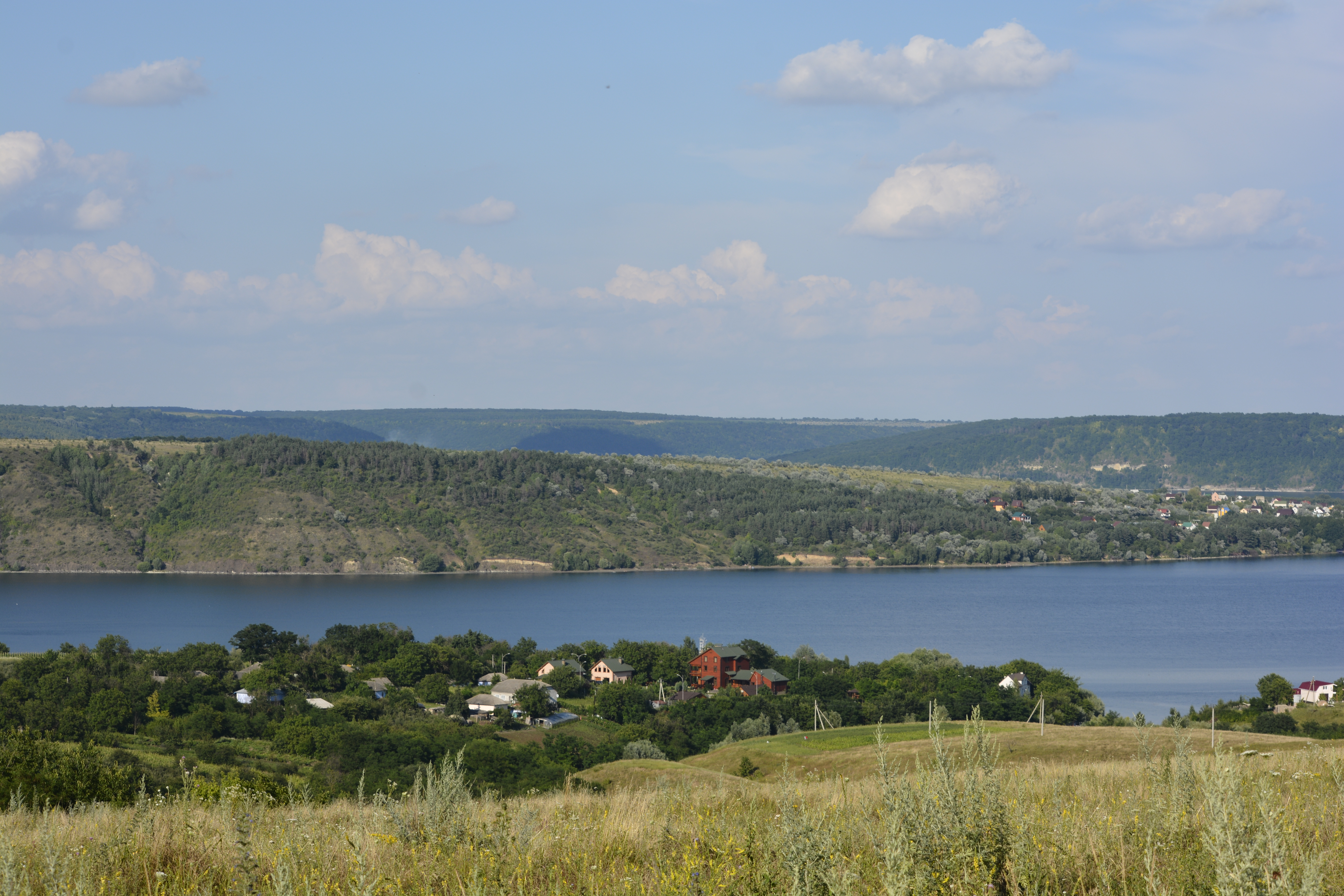
Blick auf das Dorf

Das erstmals 1447 schriftlich erwähnte Dorf liegt in der historischen Region Bessarabien auf einer Höhe von 143 m am rechten Ufer des zum Dnister-Stausee angestauten Dnister, 6 km nördlich vom Gemeindezentrum Mychalkowe, 20 km nordwestlich vom ehemaligen Rajonzentrum Sokyrjany und etwa 130 km nordöstlich vom Oblastzentrum Czernowitz.
Über die Territorialstraße T–26–23 ist das Dorf an das ukrainische Straßennetz angeschlossen.
Am 12. August 2015 wurde das Dorf ein Teil neu gegründeten Stadtgemeinde Sokyrjany im Rajon Sokyrjany, bis war es ein Teil der Landratsgemeinde Mychalkowe (Михалківська сільська рада/Mychalkiwska silska rada) im Norden des Rajons.
Seit dem 17. Juli 2020 ist der Ort ein Teil des Rajons Dnister.